# Mohamed Shawky
Mohamed Shawky Ali Sallam (arabe : محمد شوقي) est un ancien footballeur professionnel égyptien né le 5 octobre 1981 à Port-Saïd. Il est actuellement entraîneur du ZED FC.

## Palmarès
- Coupe d'Afrique des nations :  2006 et 2008.
- Championnat d'Egypte : 2011